# 緑色のストッキング
『緑色のストッキング』（みどりいろのストッキング）は、安部公房の書き下ろし戯曲。14景から成る。緑色のストッキングを偏愛する中年男が、その下着フェティシズムを妻子に知られ自殺未遂し、食糧危機研究の医者の実験台で「草食人間」となる物語。男の妻と医者との対立、彼らと草食人間とのシュールな絡み合いが交差するブラックユーモアな展開の中、平和・自由のイメージの「緑色」というシンボルが一人の人間を疎外し飲み込んでいく様を描き、滑稽で異端な草食人間が或る瞬間から、非人間化した者たちの中で、逆に詩的になり人間性を回復してくる姿を浮き彫りにしてゆく。
1974年（昭和49年）10月15日に新潮社より単行本刊行された。同年11月9日に田中邦衛主演により紀伊國屋ホールで初演され、翌年1975年1月23日に第26回（1974年度）読売文学賞戯曲賞を受賞した。翻訳版はドナルド・キーン訳（英題：Green Stockings）で行われている。

## 作品成立・主題
『緑色のストッキング』は、1955年（昭和30年）に発表された短編小説『盲腸』をテレビドラマ化した『羊腸人類』を、さらに戯曲化したものである。また安部は、タイトルを「緑色のストッキング」か、「夢は荒野を……」にするか迷ったという。
原形の小説『盲腸』を書いた頃の発想について安部公房は、実際自身が戦後の飢餓状態だった時の経験である、戦後満州からの「引揚者」だったことに言及しながら次のように語っている。
『緑色のストッキング』について安部は、世間で話題の「食糧問題」とテーマが重なり合ってはいるが、「これはズーッと前からあたためてきたもの」だと述べ、内容は、「ブラックユーモアなどの滑稽でグロテスクなもの」を主体にした、「人間関係を裏返しに、内臓を切り開くような構成」だと解説している。そして、「草を食ってる人間」が、滑稽なだけでなく、或る瞬間から「ポエジーというか、非人間化した人間の中で、かえって人間性を回復してくる」とし、「存在や形式が異端視されると、その人間が可哀想なんだが、実は異端視している方が……。他者に対する不寛容、偏見につながってくる」と説明している。
また安部は、草食人間が2時間おきに腹から物凄い音を鳴らすことへの我々の嫌悪感や偏見を引き出すため、芝居で実際に不快な音響を効果音に使用したとし、そこには、「一人の人間が、他者に対して仲間として正統なものとして受け入れるか、あるいは異端として排斥するか」というテーマが基本的にあり、それゆえに、実際に「ガスが出る音」が、「非常に重要なモーメント」になるとしている。そして男のもう一つの疎外要素の下着泥棒について以下のように触れつつ、初めは意識していなかった〈ストッキング〉と〈草を食う〉というバラバラのものが、「見えない設計図」があったかのように書いていくうちに繋がったとテーマについて語っている。

## あらすじ
下着泥棒癖が妻と息子にバレて自殺をしようとした男が、或る病院のベッドで目が醒めると、医者とその助手から、藁や草だけ食べて生きてゆける「草食人間」になるための実験台になってくれと言われた。半ば強引にセルロース分解可能な腸の手術を施された男は、その報酬に受け取る金を、病院から家族に仕送りをした。
男の息子が、父親のいる病院を婚約者と一緒に突き止め、非常口から訪ねて来た。息子は手土産に父親の盗んだ愛着の緑色のストッキングを父に渡した。それは元は、息子の婚約者のものだった。男はそれを聞いてびっくりしたが、お気に入りのそのストッキングに頬ずりしたり、自分で片方穿いてみて喜んだ。
息子たちがいったん帰った後、突然、男の腹が激しく鳴り出し、大きな放屁をした。助手によると、それは草食人間になった証であり、その楽隊のような腸の音は2時間おきぐらいに鳴るという。男はたじろいだが、助手は、医者が世間に成功を発表する時は、とりあえず新しい人生に満足しているふりをしておいてほしいと依頼した。
服を着替え、男が逃げ出そうとすると、非常口から息子のノックの音と、入口からは医者や助手が食事を持ってやって来る気配がし、男は天井裏に隠れた。男が消えた部屋で、医者たちと男の家族が対峙した。もう御主人は人類の進歩的な存在だと言う医者に対し、夫を連れ戻しに来た妻は、夫は相変わらず下着好きで、草が食べられるようになったくらいじゃ、どこも変わっていなくて少しほっとしたと反論した。そこへ突然、天井から腸の鳴動音がして、男が緑色のストッキングを投げ落し、全員出て行ってくれと叫んだ。だが初の草の食事に立会いたい医者も、男の妻も去ろうとしない。便意と尿意をもよおした男は、助手に捨てた下着コレクションをトランクに回収させ、非常口の鍵をかけさせ、逆に誰も部屋から出ていかないようにし、天井から降りてきた。
男が衝立の陰で小便をしている間に、部屋がインタビュー・フィルムを撮るためにセットされ、男の食事の模様が記録されはじめた。異様な食事風景を皆が見守る中、砂糖黍と麦藁と杉材屑で作ったパンの咀嚼に苦労する男の顎を冷やして介抱する妻とは対照的に、医者は草食人間にいいイメージを与えようとした。心細い男は、誰か自分の後に続いてくれる意思表示をしてくれる人を求めたが、誰も積極的に次の手術に名乗る者もない。そのうち何かと助手に背中をさすられる婚約者に嫉妬した息子が、やっぱり次に続くのは女がいいと提案し、父親に誰がいいかを聞いた。妻はそのとき夫の去勢手術を医者に頼み、夫にも同意を求めた。男は急に咀嚼を止めて、つらそうな上眼づかいで見まわしゆっくりと息子の婚約者を指さした。おびえる婚約者と戸惑う妻に、「ストッキングだよ、あの、緑色の……あんなのが、また手に入ったら…」と男は呟いた。そして突然鳴り出した腹をおさえながら、衝立の陰に駆け込んだ。
なかなか戻ってこないので、息子が衝立の陰をのぞき込むと、男はそこにいなかった。天上にも部屋のどこからも男は消えていた。ふと息子が壁に映っている草原の風景を見ると、原っぱの中へ走って逃げてゆく父親らしき一点を見つけた。医者はゆっくりと近づいてそこをのぞき込むと、いきなりスリッパを叩きつけ、「虫だよ、虫。つまらない、ただの虫けら！」と言った。一同はじっと、その壁の上のしみを見つめつづける。

## 登場人物
男
学校の教師。下着フェティシズムがあり、下着泥棒をしている。それを妻と息子に知られて、道路工事の標識を点滅させる発電機の排気管にゴム管をつないでくわえ、自殺未遂をする。その後、盲腸手術の実験台となり草食人間となる。
医者
或る老婆が住む牧場の土地を買い取り、白蟻のセルロース分解能力を利用した食糧危機のための研究をする。
助手
学生。医者の助手に採用されるために白蟻研究のきっかけを指南したが、研究成果には悲観的な考え。資金稼ぎのために研究に追従している。
看護婦
学生助手の恋人。結婚資金稼ぎのために助手と一緒に医者の研究に追従。草食人間となった男に下着を盗まれても、医者からその分のお金をもらえるから平気と言い、男の妻に嫌われ対立する。
老婆
夫が死んだ後、一人で小さな牧場に住み、白蟻だけ食べて暮らしていた老婆。死んだ亭主は戦争で片腕をなくした大工。地主に立ち退きを迫られていたところを、医者がその土地を買い、老婆が死んだ後、その場は食糧危機研究のため病院と研究室となる。
男の妻
草食人間となった夫を家に戻し、夫の下着フェティシズムを治すため、一緒に下着泥棒を手伝うことを考える。
男の息子
父親が病院から仕送っている金を婚約者との生活費にも回してもらえ、ありがたがり、父親が病院に居たままでもいいと考える。
息子の婚約者
手芸の教室をはじめる予定。緑色のストッキングを穿いていた持主。探偵小説好き。病室から早く出たがる。
裏方C、D
男の尿瓶や水差の世話や、男の病室の模様替えなどをする。病院の入院患者とその妻。
裏方A、B
男の病室の模様替えをし、その後、特報通信のカメラマンやインタビューアーになる。

## 作品評価・解釈
『緑色のストッキング』は読売文学賞戯曲賞を受賞するなど、同時代評は高い評価をされた作品で、ドナルド・キーンも、「輝かしい成功」作だと評し、幕が上がる前から鳴る効果音（腹の鳴る音）は、草食人間が主人公のこの戯曲に「最もふさわしい〈音楽〉」だと述べ、主人公が下着泥棒だと家族に見抜かれてしまうところを「実によく出来た場面」としている。またドナルド・キーンは、登場人物たちに「名前」が付けられていないのは、必ずしも「普遍性」を狙っているというわけでなく、それが芝居に必要のないものと安部が捉え、「個人の悲劇よりも社会ないし地球の悲劇や喜劇に最も深い関心を寄せている」と解説している。

## おもな公演
- 初演『緑色のストッキング』　第6回紀伊國屋演劇公演・安部公房スタジオ公演
  - 1974年（昭和49年）11月9日 - 30日 新宿・紀伊國屋ホール
  - 演出：安部公房。美術・安部真知。照明・河野竜夫。音響：秦和夫。舞台監督・早乙女初穂。制作：紀伊國屋書店。制作協力：安部公房スタジオ。
  - 出演：田中邦衛（男・草食人間）、条文子（妻）、伊藤裕平（息子）、山口果林（婚約者）、岡田英次（医者）、佐藤正文（助手の学生）、大谷直（看護婦）、川崎直美（老婆・裏方H）、宮沢譲治（カメラマン・裏方A）、大西加代子（インタビューアー・裏方B）、岩浅豊明（入院患者・裏方C）、大島洋子（その妻・裏方D）、丸山善司（裏方E）、川喜田正器（裏方F）、山田兼司（裏方G）
  - ※ 第26回（1974年度）読売文学賞戯曲賞受賞（安部公房）。第9回（1974年度）紀伊國屋演劇賞個人賞受賞（田中邦衛）。

## 関連作品

### 小説
- 短編小説『盲腸』
  - 1955年（昭和30年）、雑誌『文學界』4月号に掲載。1956年（昭和31年）12月10日に山内書店より刊行の現代作家シリーズ『R62号の発明』に収録。のち1964年（昭和39年）12月10日に桃源社より刊行の『水中都市』にも収録された。

### テレビドラマ
- 『羊腸人類』（NETテレビ）
  - 1962年（昭和37年）11月10日 土曜日 21:30 - 22:00
  - 作・脚本：安部公房。演出：山内英嗣。音楽：間宮芳生。
  - 出演：八波むと志、田口計、市川寿美礼、ほか
  - 安部の脚本テキストは、1970年（昭和45年）6月5日に大光社より刊行の『現代文学の実験室1 安部公房集』に収録。

## おもな刊行本
- 書下ろし新潮劇場『緑色のストッキング』（新潮社、1974年10月15日）
  - 装幀：金羊社。132頁
  - 収録作品：緑色のストッキング
- 文庫版『緑色のストッキング・未必の故意』（新潮文庫、1989年4月25日）
  - カバー装画：ジョージ・シーガル「BOX: THE OPEN DOOR」（1969年）（シーガル氏の承諾を得て、白のドアを緑色に着色）。付録・解説：ドナルド・キーン。
  - 収録作品：未必の故意、愛の眼鏡は色ガラス、緑色のストッキング、ウエー（新どれい狩り）
- 英文版『Three Plays by Kobo Abe』（英訳：ドナルド・キーン）（New York：Columbia University Press、1993年）
  - 収録作品：未必の故意（Involuntary Homicide）、緑色のストッキング（Green Stockings）、幽霊はここにいる（The Ghost is Here）
- 『現代文学の実験室1 安部公房集』（大光社、1970年6月5日）
  - 収録作品：耳、棒になった男、円盤きたる、人間そっくり、詩人の生涯、日本の日蝕、煉獄、人命救助法、吼えろ!、羊腸人類、審判、目撃者、白い朝、おとし穴